# توکا-سنگ‌چشم خاکستری
توکا-سنگ‌چشم خاکستری (نام علمی: Colluricincla harmonica) نام یک گونه از سرده توکا-سنگ‌چشم است.